# Brí
Brí egy település a J. R. R. Tolkien által kitalált Középföldén, a Megyétől keletre, Fornosttól délre. A Brí-vidék központja, amely egy kicsi erdős terület, az Eriadoron átvezető észak–déli és kelet–nyugati főutak metszéspontjához közel. Ez a vidék volt Középfölde egyetlen olyan része, ahol az emberek és a hobbitok egymás mellett éltek.
A faluban körülbelül száz kőház volt, legtöbbjük a Keleti Úttól északra, a domb lejtőjének aljában. A hobbitok a falu keleti részén, illetve a házak fölötti domboldalban vájták ki üregeiket. A falu legnevesebb épülete a Pajkos Póni fogadó, mely híres volt vendégszeretetéről és jó söréről.
Úgy tudjuk, hogy Tolkient a Buckinghamshire-ben lévő Brill nevű falu ihlette meg, ahová rendszeresen ellátogatott oxfordi tartózkodásának első éveiben (feltételezhetően élt is ott egy rövid ideig).

## Földrajz
A Brí név Tolkien szerint keltául dombot jelent, így az elnevezés jól illik ehhez a helyhez, hiszen Brí és a környező Brí-vidék is egy nagy dombon terül el.
A Brí-vidék nyugaton a Sírbuckákkal, keleten pedig a Szúnyogos-mocsárral határos. 
A Brí-vidéknek négy települése volt:
- Brí a vidék nyugati szélén, a nagy Keleti Út és a régi Északi Út kereszteződésétől nem messze található. A falut jórészt emberek lakták, de éltek ott hobbitcsaládok is.
- Talpas a Brí-domb nyájasabb délkeleti lejtőjén feküdt, délre Fenekestől és Arcsettől. Brín kívül ez volt az egyetlen közülük, melyet a nagy Keleti Útról látni lehetett. Főként hobbitok lakták, akik elsősorban pipafüvet termesztettek.
- Fenekes a Cset-erdő mellett, a Brí-domb keleti oldalán lévő völgyben épült, Talpas és Arcset között. A faluban leginkább emberek éltek, akik meződazdaságból tartották fenn magukat.
- Arcset északon, a Cset-erdőben feküdt, és elsősorban emberek lakták.

A Brí-beliek védelmül mély, félköríves árkot ástak a falu síkság felőli határán, amelynek belső oldalára sövényt ültettek. Mivel a nagy Keleti Út áthaladt a falun, az árok fölé átjárókat építettek nyugaton az út bejáratánál és a kijáratnál délen. Az átjáróknál az utat erős kapukkal zárták le, melyet állandóan őriztek.
|  | Alább a cselekmény részletei következnek! |

## Történelme
Brít középföldi emberek alapították és népesítették be még az elsőkorban. Az angmari boszorkánykirály fenyegetése elől menekülő hobbitok 1300 körül telepedtek le főként Talpasban, és néhányan Bríben. A Cardolan királyság összeomlása után, melynek addig fennhatósága alá tartozott, Brí előnyös fekvésének köszönhetően több évszázadon keresztül tovább gyarapodott: fontos kereskedelmi központ és az utazók kedvelt pihenőhelye volt – bár ahogy északon Arnor hanyatlásnak indult, a falu jóléte is csökkent.
Brí volt az emberek legnyugatibb városa Középföldén a Gyűrűháború idején. A gyűrűhordozó és társai a falu legnagyobb és legnépszerűbb fogadójába, a Papsajt Ászok vezette Pajkos Póniba tértek be éjszakai szállást keresve. Itt találkozott Frodó először a Vándorral (Aragornnal), és kapta kézbe Gandalf levelét, amelyben óvatosságra inti. A hobbitok az északi szárnyban kaptak egy kifejezetten a kicsi népnek készült szobát: „lent a földszinten, mert a hobbitok úgy szeretik, kerek ablakokkal és minden egyébbel, amihez hozzá vannak szokva”, ám a Vándor tanácsára az éjszakát a nappaliban töltötték – megmenekülve így a Fekete Lovasok támadásától. A hobbitok még egyszer visszatértek Bríbe, hazafelé tartó útjukon, a történet végén.
Brí volt a helyszíne korábban Gandalf és Tölgyfapajzsos Thorin látszólag véletlen találkozásának is, amikor is mindkettőjüket ugyanaz a probléma foglalkoztatta: Smaug, a Magányos-hegy sárkánya. Ez a találkozás indította el az erebori küldetést, amely Smaug halálához vezetett, és közben Zsákos Bilbó megtalálta az Egy Gyűrűt (Lásd: A hobbit).